# Provincia de Ifrán
La Provincia de Ifrán (en árabe: المرسى‎, en lenguas bereberes: ⵎⵙⵜⵉ, en francés: Infrane) es una de las provincias de Marruecos, parte de la región de Fez-Mequinez. Tiene una superficie de 331 km² y 143.380 habitantes censados en 2004. 

## División administrativa
La provincia de Ifrane consta de 2 municipios y 8 comunas:

### Municipios
- Azrú
- Ifrane

### Comunas
- Aïn Leuh
- Ben Smim
- Dayat Aoua
- Oued Ifrane
- Sidi El Makhfi
- Tigrigra
- Timahdite
- Tizguite